# Złoty pył
Złoty pył – album zespołu Bank wydany w 2009 roku nakładem Agencji Artystycznej MTJ. Płyta zawiera 11. utworów. Autorami muzyki do wszystkich utworów są: Mirosław Gral, Piotr Iskrowicz i Roman Iskrowicz. Teksty zostały napisane przez Mirosława Bielawskiego i Krystynę Iskrowicz.

## Lista utworów
Źródło:.
1. „W gorącym słońcu” – 2:28
2. „Dobre dni” – 3:16
3. „Ballada o...” – 4:22
4. „Hamulec z nóg” – 4:10
5. „Balować” – 2:56
6. „Niewidzialny cień” – 3:19
7. „To Wrocław” – 3:25
8. „Wałek” – 2:36
9. „Ważne aby być” – 2:36
10. „Za kurtyną” – 2:49
11. „Żyć jak pan” – 3:53

## Twórcy
Źródło:.

### Muzycy
- Mirosław Bielawski – śpiew
- Mirosław Gral – gitara
- Piotr Iskrowicz – gitara
- Roman Iskrowicz – gitara basowa
- Przemysław Niemiec – perkusja
- Ryszard Sroka – perkusja

### Personel
- Maciej Marchewka – realizacja nagrań
- Grzegorz Piwkowski – mastering
- Stefan Dybowski – foto
- Kucharczak/Majchrzak KFE Berlin – projekt graficzny